# Marston Scarlet Wonder (manzana)
Marston Scarlet Wonder es una variedad cultivar de manzano (Malus domestica).
Es una variedad de manzana desporte, clon con más superficie coloreada, casi totalmente, y color rojo escarlata oscuro opaco, que la variedad Newton Wonder. Se originó en 1909 cultivado por el Sr. Hughes, Marston,, Hertfordshire, Inglaterra. Las frutas tienen una pulpa de color blanco cremoso, de textura bastante gruesa, moderadamente jugosa y subácida. Cocina muy bien.

## Historia
'Marston Scarlet Wonder' es una variedad de manzana desporte clon con más superficie coloreada,  casi totalmente, y color rojo escarlata oscuro opaco, que la variedad Newton Wonder de la que procede. Se originó en 1909 cultivado por el Sr. Hughes, Marston,, Hertfordshire, Inglaterra. , Hertfordshire, Inglaterra (Reino Unido).
'Marston Scarlet Wonder' se cultiva en la National Fruit Collection con el número de accesión: 1925-005 y Accession name: Marston Scarlet Wonder.

## Características
'Marston Scarlet Wonder' tiene un tiempo de floración que comienza a partir del 9 de mayo con el 10% de floración, para el 14 de mayo tiene una floración completa (80%), y para el 21 de mayo tiene un 90% de caída de pétalos.
'Marston Scarlet Wonder' tiene una talla de fruto de grande a muy grande; forma redondeada, y a veces, redondeados y aplanados; con nervaduras débiles y corona de débil a media; epidermis brillante y dura, con color de fondo amarillo, importancia del sobre color muy alto, con color del sobre color rojo escarlata intenso oscuro, con sobre color patrón rayado / jaspeado, presentando color rojo carmesí intenso oscuro en casi la totalidad, las lenticelas rojizas están esparcidas al azar por las caras, entremezcladas con puntos de colores claros, "russeting" (pardeamiento áspero superficial que presentan algunas variedades) muy bajo; cáliz de tamaño pequeño y parcialmente abierto, asentado en una cubeta de profundidad media y ancha; pedúnculo es de corto a medio largo y medio grueso, colocado en una cuenca de profundidad media y en forma de embudo que a veces presenta "russeting"; carne de color blanco cremoso, de textura bastante gruesa, moderadamente jugosa y subácida.
Su tiempo de recogida de cosecha se inicia a mediados de octubre. Se conserva bien durante más de tres meses en una habitación fresca manteniendo su sabor de forma segura.

## Usos
Es una muy buena manzana para cocinar o para hacer jugo. Al cocinar, la manzana se reduce a un puré que se puede agregar a pasteles, tartas o se puede usar como chutney. La manzana produce un sabor fuerte pero ligeramente dulce cuando se cocina y es mejor utilizarla cuando se madura al final de la temporada.

## Ploidismo
Diploide, parcialmente autofértil. Mejora su producción cuando se fertiliza con polen de Grupo de polinización: D, Día 14.